# Paromoeocerus scabricollis
Paromoeocerus scabricollis là một loài bọ cánh cứng trong họ Cerambycidae.